# Tim Burchett
Timothy Floyd Burchett (Knoxville, 25 agosto 1964) è un politico statunitense, membro della Camera dei Rappresentanti per lo stato del Tennessee.

## Biografia
Nato a Knoxville, si laurea in scienze della formazione all'Università del Tennessee.
Nel 1994 viene eletto per la prima volta alla Camera dei rappresentanti del Tennessee, dove rimane fino al 1998 quando viene eletto al Senato statale del Tennessee, posizione che ricopre fino al 2010, venendo rieletto per altre due volte.
Nel 2010 viene eletto sindaco della Contea di Knox.
Nel 2018 si candida alla Camera dei Rappresentanti per il seggio di Jimmy Duncan, che aveva annunciato la sua intenzione di ritirarsi al termine del mandato. Burchett riesce ad emergere nelle primarie repubblicane con sette candidati e successivamente sconfigge anche l'avversario democratico Renee Hoyos nelle elezioni generali di novembre in un distretto fortemente favorevole ai repubblicani, divenendo così deputato.